# Rhino Hi-Five: Loretta Goggi
Rhino Hi-Five: Loretta Goggi è il primo EP di Loretta Goggi, pubblicato nel 2007.
Contiene 5 dei singoli di maggior successo della cantante. 
L'album fa parte di una serie di EP/raccolte discografiche della collana denominata Rhino Hi-Five, pubblicate solo in formato digitale dalla Rhino Records e raccoglie 5 brani dalla discografia di Loretta Goggi, incisi tra il 1975 ed il 1991, nel periodo in cui la cantante era sotto contratto con le etichette CGD, WEA Italiana e Fonit Cetra escludendo quindi il periodo Durium.
La raccolta contiene tutti brani già inseriti in altre compilation ed è stata pubblicata solo in download digitale e sulle piattaforme streaming.

## Tracce
1. Maledetta primavera
2. Dirtelo, non dirtelo
3. Hello Goggi
4. Un amore grande
5. Io nascerò